# 洛夫特峰
61°37′23″N 8°07′34″E / 61.62306°N 8.12611°E

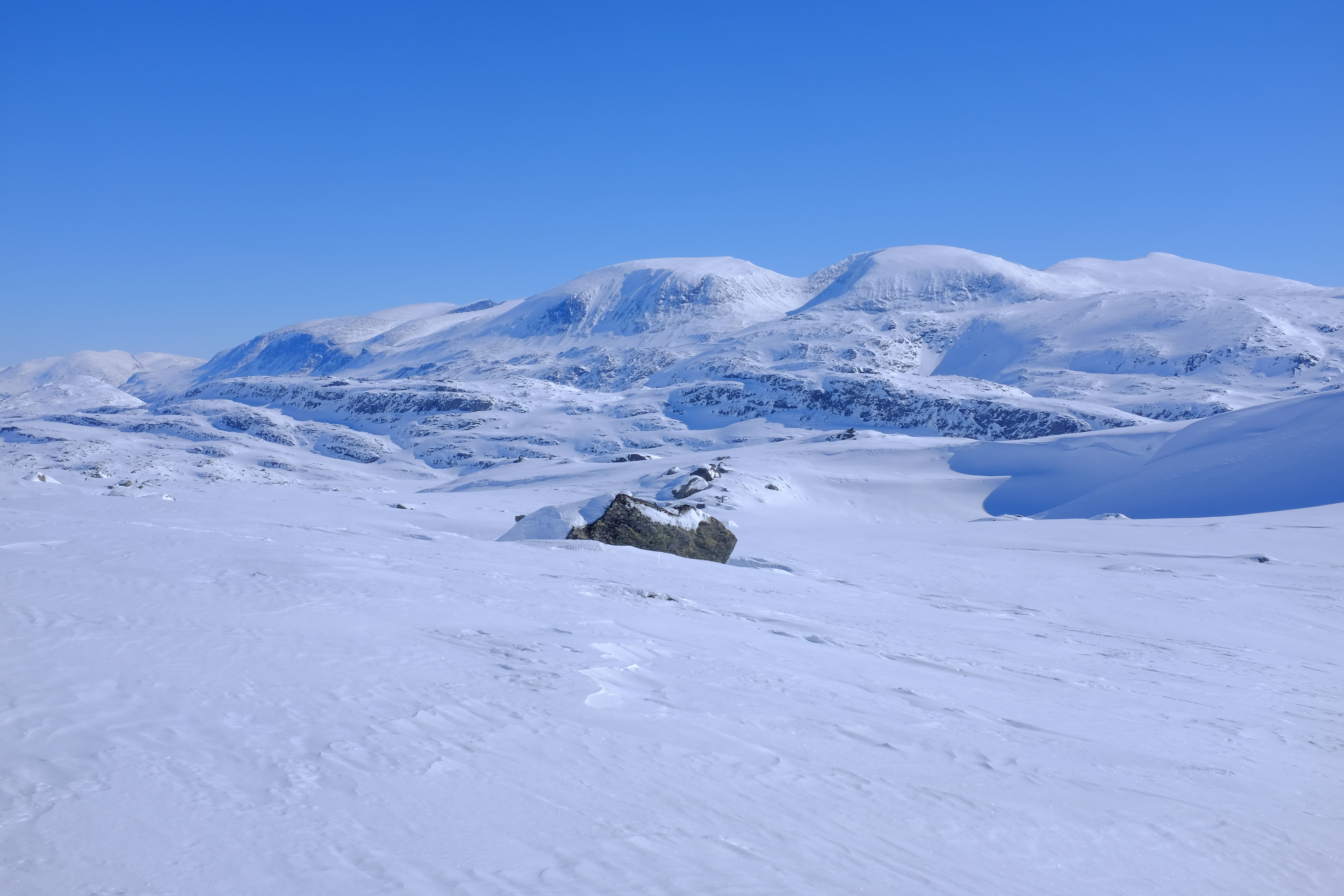

洛夫特峰是挪威的山峰，位於該國東南部內陸郡，處於洛姆，距離首都奧斯陸230公里，屬於尤通黑門山脈的一部分，海拔高度1,960米。